# محمد باستي (مقاطعة فارياب)
محمد باستي (بالإنجليزية: Tolombeh-ye Mohammad Basti Pur Fariyab)‏ هي مستوطنة تقع في كرمان في إيران. يقدر عدد سكانها بـ 167 نسمة .